# Ballads of the Broken
Ballads of the Broken ist das achte Studioalbum des US-amerikanischen Sängers Jelly Roll. Das Album wurde am 17. September 2021 über das Label BBR Music Group veröffentlicht und im Oktober 2024 in den USA mit einer Goldenen Schallplatte ausgezeichnet.

## Entstehung
Jelly Roll trat in den ersten Jahren seiner Karriere als Rapper auf, bevor er auf seiner im Juni 2020 erschienen Single Save Me erstmals gesungen hat. Für Ballads of the Broken flossen erstmals Elemente von Country- und Rock in seine Musik ein. Jelly Roll wurde von der Plattenfirma BBR Music Group unter Vertrag genommen. Dessen Präsident Jon Loba suchte nach einem Country-Post Malone. Neben Jelly Roll und den Produzenten des Albums wirkten mit Michael Whitworth und Quint Collins noch zwei externe Songwriter mit. 
Ballads of the Broken wurde in den Studios Sound Emporium, Wardog, Blackbird und Station West in Nashville sowie Melody Market in Dickson aufgenommen und von Andrew Baylis, Ernest Keith Smith, David Ray Stevens und Ilya Toshinskiy produziert. F. Reid Shippen und Buckley Miller mischten das Album, während Joe LaPorta und Still Matthews das Mastering übernahmen. Musikvideos wurden für die Lieder Sober, Dead Man Walking, Son of a Sinner und Even Angels Cry veröffentlicht.

## Hintergrund
Viele der Lieder auf Ballads of the Broken befassen sich mit Jelly Rolls Kämpfen mit Abhängigkeiten mit Drogen und Alkohol, die sein früheres Leben bestimmten.

„Die Sache mit einer süchtigen Persönlichkeiten ist, dass sich alles in Extremen bewegt. Ich bin verkatert aufgewacht und habe mir tausend Mal gesagt, dass ich nie wieder so stark trinken werde. Und dann betrank ich mich oft am selben Abend oder ein paar Tage später wieder. Mit diesem Album versuche ich zu sagen, dass es hier eine Balance geben kann.“

In Dead Man Walking geht es um eine Beziehung, die kurz vor dem Ende steht. Der Protagonist steht seiner Partnerin gegenüber, hält ihre Hand und gibt ihr einen Kuss, aber sie zeigt keinerlei Emotionen. Der Mann fühlt sie tot und lebt mit der Schuld. Das Lied Mobil Home handelt von Jelly Rolls Mutter, der er ein großes Haus in Spring Hill kaufte. Doch sie wollte dort nicht wohnen und in die Wohnwagensiedlung zurückkehren, um bei ihrer Schwester zu wohnen.
Son of a Sinner handelt von Jelly Rolls Erfahrungen als tourender Musiker, der damit kämpft zu erkennen, was richtig und falsch ist. Während der zweiten Strophe verspricht er, nicht mehr mit Drogen in Kontakt zu kommen, bis er feststellt, dass er sich wieder selbst belügt. Während der Bridge wendet er sich an Gott, der seiner Meinung nach ihn „erst hassen, aber dann vielleicht retten wird“.

## Rezeption

### Rezensionen
TiVo Staff vom Onlinemagazin Allmusic bezeichnete Ballads of the Broken als „kurzes und überraschendes Projekt“. Sein „gefühlvoller Gesang mit dem näselnden Hintergrund“ wären die „interessanten Details“. Seine Evolution sollte für langjährige Fans „kein Schock“ sein. Staff vergab dreieinhalb von fünf Punkten.

### Chartplatzierungen
| ChartsChartplatzierungen            | Höchstplatzierung | Wochen |
| ----------------------------------- | ----------------- | ------ |
| Vereinigte Staaten (Billboard)      | 157 (16 Wo.)      | 16     |
| Vereinigte Staaten (Billboard Rock) | 41 (1 Wo.)        | 1      |

Die Single Son of a Sinner erreichte Platz 31 der Billboard Hot 100 und wurde mit Doppelplatin ausgezeichnet. Das Lied Dead Man Walking erreichte im Mai 2022 Platz eins der Billboard Mainstream Rock Songs.

### Auszeichnungen für Musikverkäufe
| Land/Region               | Auszeichnungen für Musikverkäufe (Land/Region, Auszeichnung, Verkäufe) | Verkäufe |
| ------------------------- | ---------------------------------------------------------------------- | -------- |
| Vereinigte Staaten (RIAA) | Gold                                                                   | 500.000  |
| Insgesamt                 | 1× Gold ·                                                              | 500.000  |